# Darnell Jackson
Darnell Jackson (Oklahoma City, Oklahoma, 7. studenog 1985.) američki je profesionalni košarkaš. Igra na poziciji krilnog centra, a trenuatačno je član NBA momčadi Cleveland Cavaliersa. Izabran je u 2. krugu (52. ukupno) NBA drafta 2008. od strane Miami Heata.

## Sveučilište
Jackson se košarkom počeo baviti tek u srednjoj školi te je postao jedan od najnaprednijih igrača, prosječno postižući 6.8 poena tijekom četvrte godine na sveučilištu. Privukao je brojne skaute nakon nekoliko sjajnih igrara, uključujući i utakmicu sa sveučilištem Boston u kojoj je postigao 25 poena i 9 skokova. 2005. godine, tijekom svoje druge godine na sveučilištu, suspendiran je na 9 utakmica zbog primanja novca od navijača,tj. njegovog prijatelja Dona Davisa. Taj dio godine za Jacksona je bio prilično stresan, a jedan od razloga tome jest smrt njegove bake koju je ubio vozač u pijanom stanju.

## NBA

### NBA draft
Izabran je kao 52. izbor NBA drafta 2008. od strane Miami Heata te je mijenjan u Cleveland Cavalierse za koje je potpisao 6. rujna 2008.

### NBA Ljetna liga
Tijekom Ljetne lige, održane u Las Vegasu 2008. godine, prosječno je postizao 5.8 poena i 5.4 skokova za 24.6 minute igre. 

### Sezona 2008./09.
U sezoni 2008./2009. slomio je ručni zglob te nije igrao prvih 13 utakmica sezone. Svoj prvi nastup u NBA ligi upisao je 25. studenog 2008. u utakmici protiv New York Knicksa. Za 6 minuta igre postigao je 4 poena i 2 skoka. 9. veljače 2009. dodijeljen je timu iz D-lige, Erie Bayhawksima, gdje je odigrao jednu utakmicu. Samo dan kasnije ponovno je pozvan u momčad Cavsa. U toj jednoj utakmici s Bayhawksina postigao je 24 poena za 26 minuta igre.

## Vanjske poveznice
- Profil na NBA.com
- Draft profil na NBA.com